# Synagoge (Orscha)

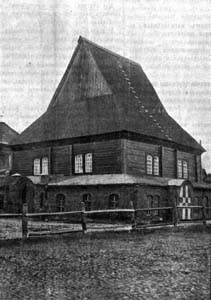
Synagoge in Orscha (vor 1917)

Die hölzerne Synagoge in Orscha (belarussisch Орша), einem belarussischen Ort in der Wizebskaja Woblasz, wurde um 1800 erbaut.
Die Synagoge bestand aus der Haupthalle (dem Männergebetsraum) und war auf drei Seiten von niedrigen Nebenräumen umgeben: dem Vestibül im Westen sowie den Gebetsräumen für die Frauen im Norden und Süden. Das ganze Gebäude wurde gleichzeitig gebaut. Es hatte ein hohes, steiles Fußwalmdach. Die Nebenräume hatten Pultdächer, die sich an die Wände anlehnten und die unterhalb der Fensterbänke der Haupthalle begannen. Der Hauptraum hatte auf jeder Seite je zwei Zwillingsfenster.
Das Gebäude existiert nicht mehr. Im Jahr 1928 wurden in Orscha mehrere Synagogen von den bolschewikischen Behörden geschlossen, vermutlich war auch diese Synagoge darunter.